# Эпизод с большим пальцем
«Эпизод с большим пальцем» (англ. The One with the Thumb) — третий эпизод 1 сезона сериала «Друзья», транслируемого на канале NBC. Впервые показан 6 октября 1994 года.
Серия сосредоточена на проблемах Фиби, Моники и Чендлера: у первой появляются дополнительные деньги, Моника встречается с отличным парнем, Чендлер снова курит.
В серии несколько раз показывается место работы Моники — ресторан «Иридиум». Так же это первый эпизод, где показывают квартиру Чендлера и Джоуи.
Эпизод занял 124 место среди всех 236-ти серий сериала.

## Сюжет
Фиби возвращается с неудачного свидания: парень на прощанье сказал ей «надо будет повторить». Рэйчел не понимает, что в этом плохого, т.к. её свидания всегда удавались. Друзья обсуждают фразы, которые имеют скрытый смысл при общении: так например фраза «Нужно повторить» означает «Ты никогда не увидишь меня голым!» или «когда твои родители усыпляют собаку, а тебе говорят, что отвезли её на ферму». Так Росс узнает, что его родители солгали ему в детстве о смерти их собаки Чи-Чи.
Джоуи предстоит пройти очередное прослушивание. Проблема в том, что ему нужно изобразить курящего персонажа, а делает он это неестественно, так как никогда не курил. Чендлер решает показать другу, как нужно правильно держать сигарету: он сам был курильщиком 3 года назад. После чего, Чендлер снова начинает курить. Он курит в кафе и на работе, однако старается скрыть это от окружающих.
Моника начинает встречаться с новым парнем, Аланом, но не хочется знакомить его с остальными, потому что им никогда не нравятся её возлюбленные. К удивлению девушки, после встречи с Аланом, компашка оказывается от него в восторге: они вместе проводят вечера, ходят на игру и восхищаются его словами.
На банковский счет Фиби по ошибке зачисляют 500 долларов, но совесть не позволяет ей потратить деньги. Она обращается в банк, за что, в благодарность, ей начисляют ещё 500 долларов и дарят телефон виде футбольного мяча.
Фиби отдает телефон и 1 000 $ знакомой бездомной Лиззи, та в благодарность покупает ей банку содовой. Открыв банку, Фиби обнаруживает там человеческий большой палец. После этого инцидента компания по производству напитка выплачивает ей компенсацию в 7 000$.
Закурив очередной раз в кафе, Чендлер подвергся нападкам друзей, умоляющих его бросить эту вредную привычку. В ответ он провоцирует ссору между друзьями, указывая на их собственные недостатки: никому не нравится когда Джоуи хрустит пальцами, Фиби жует волосы, Моника хрюкает, когда смеется, Росс протягивает слова, а Рэйчел путает заказы. Пока ребята кричат друг на друга, Чендлер удовлетворенный уходит, куря сигарету. Чуть позже Алан по телефону все же убеждает Чендлера бросить курить.
Моника начинает понимать, что между ней и Аланом нет искры. Она хочет порвать с ним, но рассказать об этом друзьям боится больше, чем самому Алану. Когда они все-таки узнают, то огорчаются так, будто это их только что бросил возлюбленный. Сам Алан принял разрыв спокойно: он признался, что ему нравилось проводить время с Моникой, но вот её друзья ему сильно докучали. Моника возвращается домой, где друзья ждут от нее вестей. Моника врет ребятам, что Алан будет скучать по ним. Чендлер с горя снова начал курить, а Фиби кричит ему в след, «если ты сейчас же бросишь я дам тебе 7 000 $!». Чендлер соглашается.

## В ролях

### Основной состав
- Дженнифер Энистон — Рэйчел Грин
- Кортни Кокс — Моника Геллер
- Лиза Кудроу — Фиби Буффе
- Мэтт Леблан — Джоуи Триббиани
- Мэттью Перри  — Чендлер Бинг
- Дэвид Швиммер — Росс Геллер

### Эпизодические роли
- Джеффри Лоуер[англ.] — Алан
- Бет Грант — бездомная Лиззи
- Дженифер Льюис — Пола, коллега Моники

## Приём
В оригинальном вещании эпизод просмотрели 19,5 млн. зрителей.
В рейтинге всех 236-ти серий сериала данный эпизод занял 124 место.